# 286 Batalion Hiwisów
286 Batalion Hiwisów (niem. Hilfswilligen-Bataillon 286) – oddział wojskowy Wehrmachtu złożony z Niemców i hiwisów podczas II wojny światowej.
2 sierpnia 1940 w obozie wojskowym w Neustrelitz został sformowany Landesschützen-Bataillon 286. Składał się z sześciu kompanii. Został wysłany do służby okupacyjnej w podbitej Francji. 1 kwietnia 1941 przeniesiono go do południowej części Generalnego Gubernatorstwa z podporządkowaniem 2 Armii feldmarszałka Maximiliana von Weichsa. Po ataku wojsk niemieckich na Związek Radziecki 22 czerwca tego roku, wszedł w skład 17 Armii generała Carla-Heinricha von Stülpnagela. 15 sierpnia batalion włączono do 444 Dywizji Bezpieczeństwa generała Wilhelma Rußwurma. 1 czerwca 1942 przemianowano go na Sicherungs-Bataillon 286. Pod koniec lipca tego roku w skład 1 i 5 kompanii weszli hiwisi. Batalion został przemianowany na Hilfswilligen-Bataillon 286. Podporządkowano go Heeresgebiet A. Wkrótce cały stan osobowy oddziału obejmował hiwisów w liczbie około 1 tysiąca ludzi. Kadra oficerska i podoficerska pozostała niemiecka. 8 listopada do batalionu dołączono 6 kompanię. Stał się wówczas I Batalionem 46 Pułku Bezpieczeństwa. Od 18 listopada był podporządkowany Oberfeldkommandantur Donez. 27 stycznia 1943 oddział został I batalionem 610 pułku bezpieczeństwa 403 Dywizji Bezpieczeństwa generała Rußwurma. 6 lutego tego roku batalion podporządkowano Generalkommando z.b.V. Mieth 6 Armii generała Maximiliana de Angelisa.